# Tucker Carlson
Tucker Swanson McNear Carlson (sinh ngày 16 tháng 5 năm 1969) là một nhà bình luận chính trị và nhà văn người Mỹ theo khuynh hướng bảo thủ, ông là người đã dẫn chương trình trò chuyện chính trị hàng đêm mang tên Tucker Carlson Tonight trên Fox News từ năm 2016 đến năm 2023. Kể từ khi hợp đồng với Fox News bị chấm dứt, ông ấy đã dẫn chương trình Tucker trên Twitter (X). Là người ủng hộ cựu Tổng thống Hoa Kỳ Donald Trump, Carlson đã được mô tả là có lẽ là người ủng hộ cao nhất dành cho Chủ nghĩa Trump, và là "người độc nhất vô nhị (without a close second) mà tiếng nói có ảnh hưởng nhất trên các phương tiện truyền thông cánh hữu". Vào tháng 2 năm 2024, ông trở thành nhà báo của truyền thông phương Tây đầu tiên thực hiện cuộc phỏng vấn Putin kể từ khi Nga tấn công Ukraina vào tháng 2 năm 2022, đây là sự kiện đã gây tiếng vang chấn động lớn khi chỉ trong ba ngày đầu tiên thì cuộc phỏng vấn này đã thu hút 14 triệu lượt xem trên YouTube và 185 triệu lượt xem trên Twitter.

## Sự nghiệp

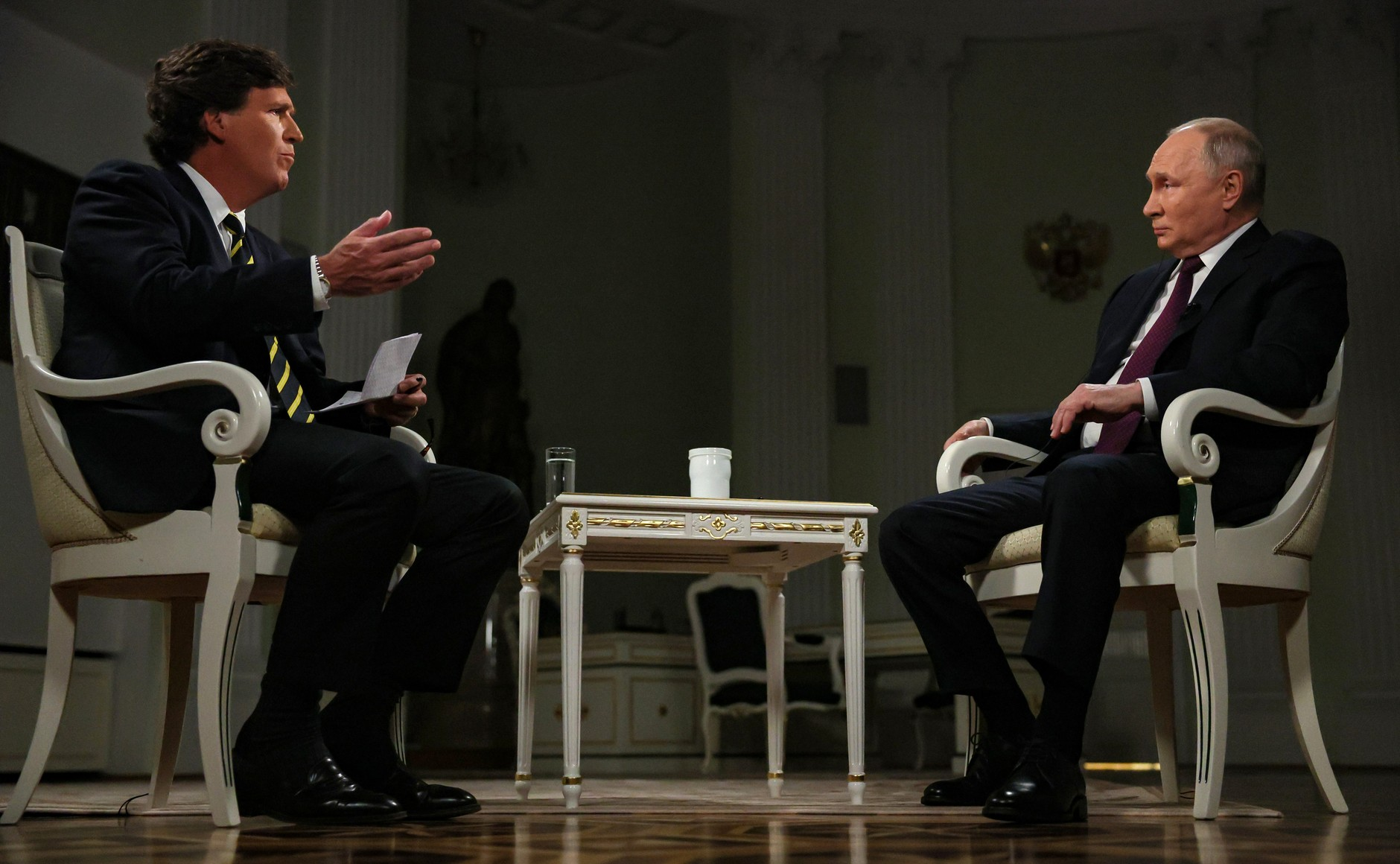
Tucker Carlson trong một buổi tác nghiệp phỏng vấn với Vladimir Putin

Tucker Carlson bắt đầu sự nghiệp truyền thông của mình vào những năm 1990, khi ông bắt đầu viết cho The Weekly Standard và các ấn phẩm khác. Ông ấy là nhà bình luận CNN từ năm 2000 đến năm 2005 và là người đồng dẫn chương trình Crossfire, tin tức prime-time của mạng chương trình tranh luận, từ năm 2001 đến năm 2005. Từ năm 2005 đến năm 2008, ông dẫn chương trình hàng đêm Tucker trên MSNBC. Năm 2009, Tucker Carlson trở thành nhà phân tích chính trị của Fox News, xuất hiện trên nhiều chương trình khác nhau trước khi ra mắt chương trình của riêng mình. Năm 2010, Tucker Carlson đồng sáng lập và giữ chức vụ tổng biên tập của trang web quan điểm và tin tức cánh hữu The Daily Caller, cho đến khi bán cổ phần sở hữu của mình và rời đi vào năm 2020. Vào tháng 2 năm 2021, Carlson đã công bố một thỏa thuận nhiều năm với Fox News để tổ chức podcast hàng tuần mới và một loạt chương trình đặc biệt hàng tháng có tên là Tucker Carlson Originals trên nền tảng dịch vụ phát trực tuyến Fox Nation được phát hành vào ngày 29 tháng 3 năm 2021. Vào mùa xuân năm 2021, ông ấy bắt đầu dẫn chương trình trên Fox Nation mang tên "Tucker Carlson Today".

## Các tác phẩm
- Carlson, Tucker (2003). Politicians, Partisans, and Parasites: My Adventures in Cable News. New York: Warner Books. ISBN 978-0759508002.
- Carlson, Tucker (2018). Ship of Fools: How a Selfish Ruling Class Is Bringing America to the Brink of Revolution. New York: Simon & Schuster. ISBN 978-1501183669.
- Carlson, Tucker (2021). The Long Slide: Thirty Years in American Journalism. New York: Simon & Schuster. ISBN 978-1501183690.